# Въоръжени сили на Гвинея
Въоръжените сили на Гвинея се състоят от Армия, Флот, Военновъздушни сили и Жандармерия, която е под контрола на министъра на отбраната. Военният персонал на флота наброява 900 души, а този на ВВС 700. Персоналът на армията е най-многочислен – 10 000 души. Призивната възраст е 18 години, а наборната служба трае 2 години и е задължителна.

## Авиационна техника
| Самолет              | Произход     | Тип                             | Варианти | В експлоатация | Бележки |
| -------------------- | ------------ | ------------------------------- | -------- | -------------- | ------- |
| Aero L-29            | Чехословакия | тренировъчен                    |          | 3              |         |
| Aérospatiale Gazelle | Франция      | многоцелеви вертолет            | SA 342   | 1              |         |
| Aérospatiale Puma    | Франция      | транспортен вертолет            | SA 330B  | 1              |         |
| Ан-12                | СССР         | тактически транспортен самолет  |          | 1              |         |
| Ан-14                | СССР         | многоцелеви транспортен самолет |          | 4              |         |
| Ан-24                | СССР         | тактически транспортен самолет  |          | 1              |         |
| Eurocopter Ecureuil  | Франция      | многоцелеви вертолет            | AS 350   | 1              |         |
| Ми-8                 | СССР         | транспортен вертолет            |          | 1              |         |
| Як-18                | СССР         | тренировъчен                    |          | 4              |         |